# حوليات سعرد
حوليات سعرد (كذلك ترد: كرونولوجيا سعرت، أو سيرت) هي حوليات مسيحية عربية ربما وضعت نحو 1036م. يعتمد المحتوى على مصادر سريانية مختلفة، بما في ذلك مؤلفات تاريخ الكنيسة من القرن السابع كتبها دانيال بن مريم. يعتمد اسم الحوليات على مكان العثور على المخطوطة، مدينة سعرد في تركيا. يصف الجزء المحفوظ من المخطوطة الفترة من 251 م إلى 422 م ومن 484م إلى 650 م، وهو مكتوب من وجهة نظر نسطورية. تحتوي الحوليات على معلومات مهمة تتعلق بوضع المسيحيين في الإمبراطورية الساسانية، وتنصير مدينة مرو، ولكنها توفر أيضًا معلومات حول العمليات العسكرية خلال عهد شابور الأول وتحتوي على كتالوج لكتابات ثيودور المصيصي.

## طبعات / ترجمات
- أدي شير : Patrologia Orientalis . المجلد IV.3 و V.2 و VII.2 و XIII.4. باريس 1908-1919 (نص مترجم باللغة الفرنسية).

## الأدبيات
- فيليب وود: تاريخ سيرت: الخيال التاريخي المسيحي في العراق العتيق المتأخر . مطبعة جامعة أكسفورد ، أكسفورد ونيويورك 2013 ، ISBN 978-0-19-967067-3 .

## روابط الويب
- جدول المحتويات ببليوغرافيا

## هوامش
1. ↑  Diese in der Forschung oft angenommene Datierung ist jedoch umstritten, vgl. dazu Robert G. Hoyland, Seeing Islam as Others Saw It. A Survey and Evaluation of Christian,. Jewish and Zoroastrian Writings on Early Islam, Princeton 1997, S. 443ff.
2. ↑  Zu Daniel siehe unter anderem William Wright, A Short History of Syriac Literature, London 1894 (ND 2005), S. 180.